# Saint-Estèphe, Gironde
Saint-Estèphe là một xã thuộc tỉnh Gironde trong vùng Aquitaine tây nam nước Pháp.

## Nhân khẩu học
| 1962  | 1968  | 1975  | 1982  | 1990  | 1999  |
| ----- | ----- | ----- | ----- | ----- | ----- |
| 2 120 | 2 171 | 2 317 | 2 118 | 1 918 | 1 799 |